# Estación de Aeropuerto T1
La estación de Aeropuerto T1 (en catalán Aeroport T1) del metro de Barcelona es la estación terminal de la línea 9. Está situada en la planta 0 de la Terminal 1 del Aeropuerto de Barcelona-El Prat. Se abrió al público junto con la L9 Sur el 12 de febrero de 2016. 
Está previsto que en 2018 el Ministerio de Fomento construya una estación de cercanías enlazando con la terminal 2 y el centro de Barcelona. Además la estación de metro también estará servida por trenes de la línea 2 utilizando el mismo túnel, sin embargo este proyecto ha sido pospuesto de forma indefinida por razones económicas.
La estación dispone de ascensores y escaleras mecánicas. El acceso se hace desde el interior de la terminal 1 del aeropuerto ya que la estación está situada debajo de la misma.
| << cabecera | < estación | línea  | estación >          | cabecera >>           |
| ----------- | ---------- | ------ | ------------------- | --------------------- |
| Metro       |            |        |                     |                       |
| terminal    | terminal   | (2024) | Terminal de Càrrega | Badalona Pompeu Fabra |
| terminal    | terminal   | (2024) | Terminal de Càrrega | Can Zam               |
| terminal    | terminal   |        | Aeroport T2         | Zona Universitaria    |